# Prasinohaema
Prasinohaema är ett släkte av ödlor. Prasinohaema ingår i familjen skinkar.
På grund av höga halter av det biologiska pigmentet biliverdin har arternas blod en grön färg. Liknande kännetecken finns hos olika andra ödlor på Nya Guinea. Dessa uppkom genom konvergent evolution.
Arter enligt Catalogue of Life:
- Prasinohaema flavipes
- Prasinohaema parkeri
- Prasinohaema prehensicauda
- Prasinohaema semoni
- Prasinohaema virens